# Рио Марина
Рио Марина (на италиански: Rio Marina) е село в Италия, в региона Тоскана, община Рио, провинция Ливорно. Разположено е на североизточния бряг на остров Елба. Населението е 2211 души (1 януари 2018).